# 앤디 할렛
앤디 할렛(Andy Hallett, 1975년 8월 4일 ~ 2009년 3월 29일)은 미국의 배우이다.

## 출연 작품
- 찬스 (2002)
- 엔젤 (1999)